# Młyn w Suwałkach
Młyn w Suwałkach – młyn zbożowy wybudowany w latach 30. XX w. w Suwałkach, w województwie podlaskim.

## Historia
Młyn wodny w tej lokalizacji istniał od dawna jako jeden z kilku młynów nad Czarną Hańczą w Suwałkach. Rozwój młynarstwa w tym mieście wiąże się działalnością zakonu kamedułów. Obecnie istniejący młyn murowany z cegły powstał w latach 30. XX w. W okresie PRL był upaństwowiony.

## Współczesność
W 2025 młyn jest czynny. Stanowi własność prywatną. Oferuje mąkę pszenną i żytnią wyróżnioną przez Podlaskie Centrum Produktu Lokalnego oraz prowadzi skup zboża.

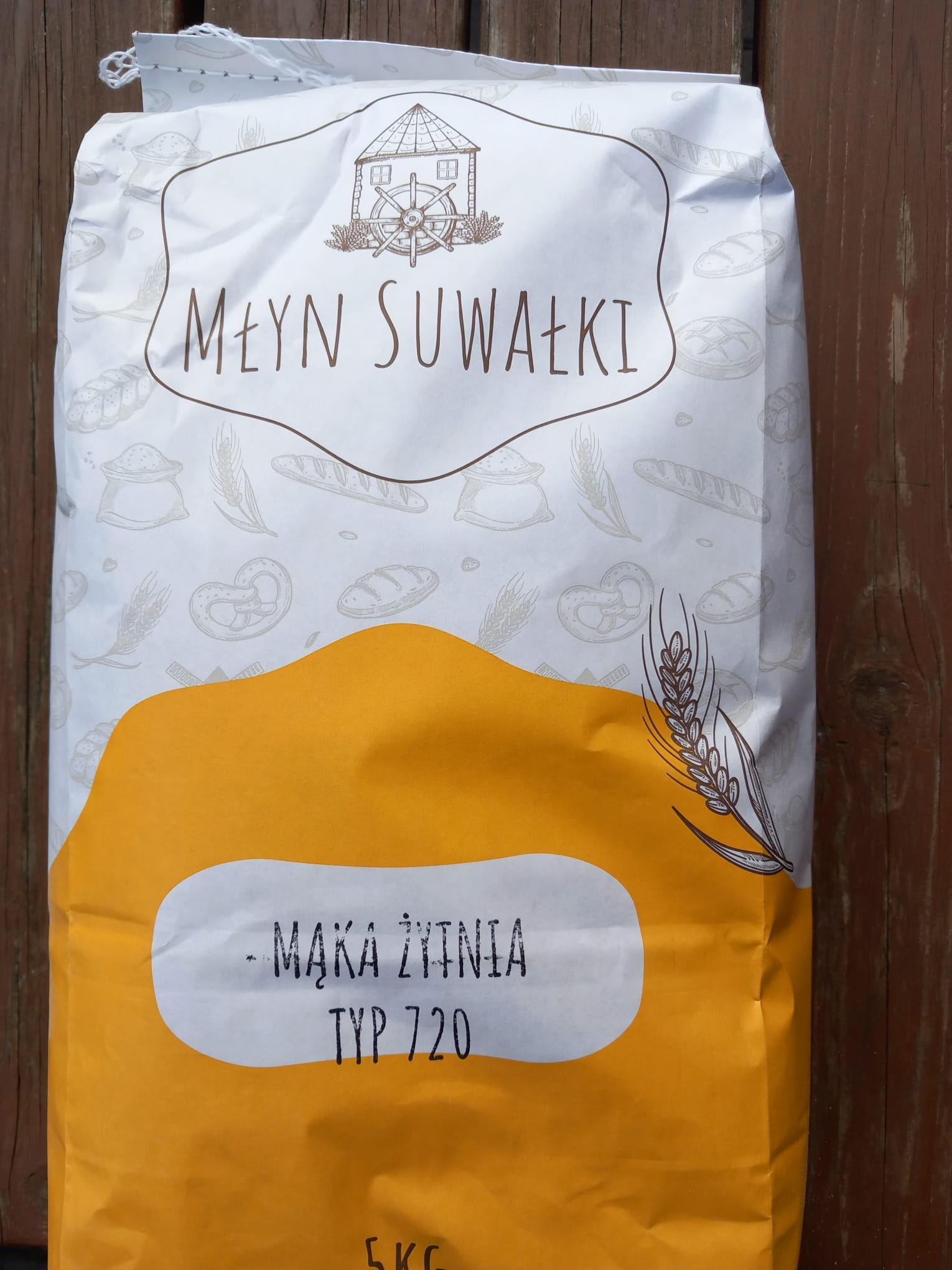
Mąka produkowana przez Młyn Suwałki (2024).